# Ginkgoales
Die Ginkgoales sind die einzige Ordnung in der Klasse Ginkgoopsida innerhalb der Samenpflanzen (Spermatophytina). Sie umfasst etliche fossile Gruppen, aber nur eine einzige rezente Art, den Ginkgo (Ginkgo biloba).

## Merkmale
Die Vertreter der Ginkgoales sind Bäume mit Lang- und Kurztrieben, letztere fehlen bei den ältesten Vertretern jedoch. Das Holz ist pycnoxyl (besitzt schmale Markstrahlen). Blätter und Blattadern sind gabelig verzweigt. Die Blattspreite ist lederig, streifen- oder fächerförmig und oft tief geteilt. An den fertilen Sprossen, die verzweigt oder fast unverzweigt sind, sitzen zwei bis zehn Samenanlagen. Die Samen sind groß und besitzen eine fleischige äußere und eine steinige mittlere Schicht. Die männlichen Organe werden an achselständigen, unverzweigten kätzchenartigen Achsen gebildet. Sie tragen Mikrosporangiophoren, von denen jeder zwei bis zwölf hängende Mikrosporangien trägt. Die Spermien besitzen einen Wimpernkranz, sind also Spermatozoiden.

## Systematik

### Äußere Systematik
Die Ursprünge und die phylogenetische Verwandtschaft der Ginkgoales sind bis heute unklar. Es gibt keine fossilen Belege für die Herkunft der Ginkgoales. Ebenso wenig gibt es eine allgemein akzeptierte Theorie für ihre Herkunft. Ältere Klassifikationen sahen sie in der Nähe der Cordaitales und Coniferales. Manche kladistische Analysen, die auf morphologischen Merkmalen beruhen, zeigen sie als Gruppe zusammen mit den Cordaitales, Coniferales und Cycadales. Mehrere Arbeiten sahen sie bei den Cordaitales, Coniferales und Anthophyten. Die früher vielfach angenommene enge Verwandtschaft mit den Cycadales wird heute weitgehend auf gemeinsame urtümliche Merkmale (Plesiomorphien) zurückgeführt.
Nach V. Meyen (1982, 1984, 1987) umfasst die Klasse Ginkgoopsida neben den Ginkgoales auch die Peltaspermales, Umkomasiaceae und Dicranophyllum. Anderson und Anderson haben 2003 neben die Ginkgoales zwei neue Ordnungen, die Matatiellales und Hamshawviales gestellt, beide sind nur aus der Oberen Trias der Molteno-Formation in Südafrika bekannt. Naugolnykh hat 2007 zwei Familien neu zu den Ginkgoopsida gestellt, die Cheirocladaceae und die Psygmophyllaceae.

### Innere Systematik
Die folgende Klassifikation der Ginkgoales im engeren Sinne folgt Zhou (2009).
- Ginkgoaceae
  - Ginkgo
  - Grenana
  - Nehvizdyella
- Karkeniaceae
  - Karkenia
- Schmeissneriaceae
  - Schmeissneria
- Umaltolepidiaceae
  - Toretzia
  - Umaltolepis
- Yimaiaceae
  - Yimaia
- Trichopityaceae
  - Trichopitys

Zusätzlich werden zu den Ginkgoales noch folgende Morphotaxa gezählt:
- Isolierte Samen: Allicospermum (zum Teil)
- Pollenorgane: Stachyopitys (zum Teil)
- Blätter: Baiera, Eretmophyllum, Ginkgodium, Ginkgoites, Glossophyllum, Sphenobaiera, Pseudotorellia
- Sprosse: Ginkgoitocladus
- anatomisch erhaltene Kurzsprosse: Pecinovicladus
- Holz: Baieroxylon, Ginkgoxylon

Etliche weitere Gattungen, die beschrieben wurden, sind so schlecht bekannt, dass sie nicht näher klassifiziert werden können, nicht deutlich von anderen Gattungen abgrenzbar sind oder bei denen fraglich ist, ob sie überhaupt zu den Ginkgoales gezählt werden können.

## Verbreitung
Die frühe Geschichte der Ginkgoales ist ungenügend bekannt. Ihre Verbreitung im Paläozoikum kann nur grob umrissen werden. Ginkgo-ähnliche Blätter sind aus dem Perm oder sogar aus dem Oberen Karbon von Kontinenten der Nord- und Südhalbkugel bekannt. Reproduktive Organe sind aus dieser Zeit jedoch nur von Laurasia bekannt: Trichopitys aus dem Unteren Perm Frankreichs gilt allgemein als einer der ältesten Vertreter der Ginkgoales. Karkenia stammt aus dem oberen Unterperm des Cis-Urals. Die Ginkgoales dürften daher ihren Ursprung in Laurasia haben.
Ab der mittleren Trias kam es zu einer deutlichen Radiation der Ginkgoales, die in der späten Trias ihren Höhepunkt erreichte. Damals waren alle fünf mesozoischen Familien gleichzeitig vertreten. Die Ordnung blühte auch noch während des Jura und der frühen Kreide. Größere morphologische Neuerungen traten in der oberen Trias mit dem verbreiteten Auftreten von Kurzsprossen und der Differenzierung der Blätter in Spreite und Stiel auf.
Im Anisium und der Untertrias kommen nur wenige Morphotaxa vor. Vom Ladinium bis zum Carnium treten sie fast gleichzeitig in vielen Teilen Laurasiens auf. Auch aus Gondwana mit Ausnahme Antarktikas gibt es zahlreiche Fossilien aus dieser Zeit. In der mittleren bis späten Trias vergrößerte sich die geographische Verbreitung parallel mit der Artenvielfalt. In Eurasien zählen die Ginkgoales zu den wichtigsten Florenelementen in den jurassischen und frühen kreidezeitlichen Floren. In Gondwana sind nach dem Jura mit Ausnahme von Karkenia keine reproduktiven Organe mehr bekannt, insbesondere sind keine Samenorgane von Ginkgo bekannt.
Ab der mittleren Kreidezeit nahm die Artenvielfalt wie auch die geographische Verbreitung der Ginkgoales deutlich ab. Alle Familien mit Ausnahme der Ginkgoaceae waren zu diesem Zeitpunkt wahrscheinlich schon ausgestorben. Während der späten Kreide und dem Paläogen zogen sich die Ginkgoales im Wesentlichen auf Nordost-Asien und Nordwest-Amerika zurück. Im Späten Miozän waren sie in Nordamerika ausgestorben, im Pliozän in Europa. Aus dem Paläogen und Neogen sind 18 Ginkgo-Arten beschrieben, davon aber nur zwei von der Südhalbkugel. Heute gibt es nur mehr die Art Ginkgo biloba, ob ihre letzten Standorte in China tatsächlich natürliche Standorte sind, ist umstritten.

## Paläoökologie
Über die rezente Art, Ginkgo biloba, gibt es wenig detaillierte Informationen über ihre natürlichen ökologischen Bedingungen. Die besten Standorte für das Wachstum haben eine Jahresdurchschnittstemperatur von 10 bis 18 °C und einen Jahresniederschlag von 600 bis 1000 mm. Die spät-kreidezeitliche und känozoische Art Ginkgo adiantoides war großteils auf gestörte Standorte an Flussufern und Böschungen angewiesen. Für vor-kreidezeitliche Ginkgos fehlen detaillierte Studien. Angesichts ihrer weiten Verbreitung dürften sie in verschiedenen Klimaten und Umweltbedingungen gewachsen sein.
Spätpaläozoische Ginkgos dürften in warmen bis heißen, gleichmäßigen Klimaten mit langen Wachstumsphasen gewachsen sein. Die Radiation der Ginkgos in der mittleren und späten Trias könnte mit einer Änderung und größeren Mannigfaltigkeit von Klimaten und Wachstumsbedingungen zusammenhängen, die es nach dem Massenaussterben am Ende des Perm gab. Ob die paläozoischen Ginkgos wie der heute lebende Ginkgo laubwerfend waren, ist unklar, für die meisten mesozoischen und känozoischen Arten wird dies angenommen.
Die Vertreter in der späten Trias bis zur frühen Kreide waren an einer Vielzahl von Klimaten und Standorten zu finden. Allerdings ist die größte Zahl und Vielfalt in mesischen, warm temperaten bis temperaten Klimaten zu finden.
Mesozoische Ginkgos dürften Bewohner von stabilen und ökologisch gesättigten Standorten gewesen sein, wie der heutige Ginkgo. Die spätesten kreidezeitlichen und känozoischen Vertreter sind allerdings großteils auf gestörte Standorte beschränkt.
Über die Samenausbreitung der Ginkgoales ist sehr wenig bekannt, besonders über die tierischen Ausbreiter. Mesozoische Ginkgos könnten durch urtümliche Vögel, durch Dinosaurier oder andere größere Reptilien ausgebreitet worden sein. Das Aussterben dieser Vektoren am Ende der Kreidezeit könnte mit eine Ursache für das Aussterben vieler Ginkgoales sein. Für das Paläogen werden urtümliche Carnivora, vor allem aus den Familien Viverravidae und Miacidae, als Vektoren diskutiert. Aus China und Japan sind drei Allesfresser unter den Carnivora bekannt, die die Samen des rezenten Ginkgo fressen. 

## Belege
1. ↑  K. R. Sporne: The Morphology of Gymnosperms. Hutchinson University Library, London 1965. (ohne ISBN) S. 164.
2. 1 2 3 4 5 6 7 8 9 10 11 12  Zhi-Yan Zhou: An overview of fossil Ginkgoales. Palaeoworld, Band 18, 2009, S. 1–22, doi:10.1016/j.palwor.2009.01.001